# Boeing 502
O Boeing 502, também conhecido por T50, foi um pequeno motor a gás produzido pela Boeing. Baseado no anterior Model 500, a principal aplicação deste motor foi no pequeno drone QH-50 DASH, durante os anos 50. Uma versão posterior, designada Model 550, foi desenvolvida para alimentar o QH-50D e recebeu a designação militar de T50-BO-12.

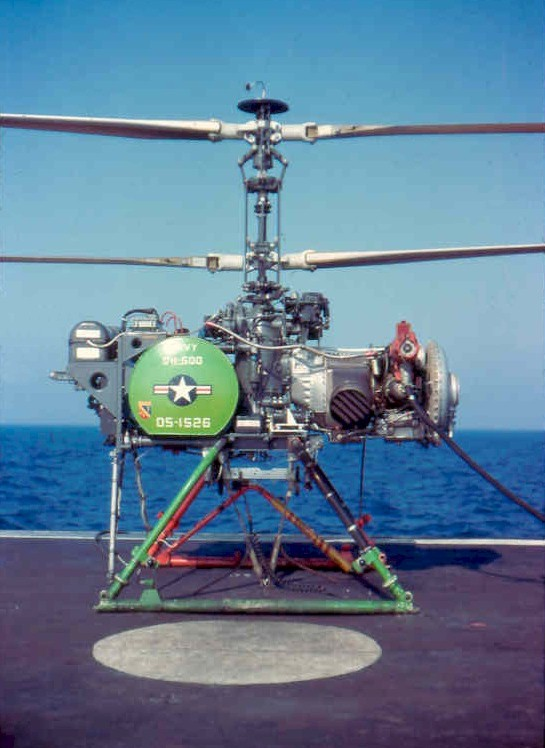
QH-50 DASH drone anti-submarino abordo do USS Allen M. Sumner (DD-692) no final do anos 60 com o motor T50 visível na direita.